# 黛安娜海峽

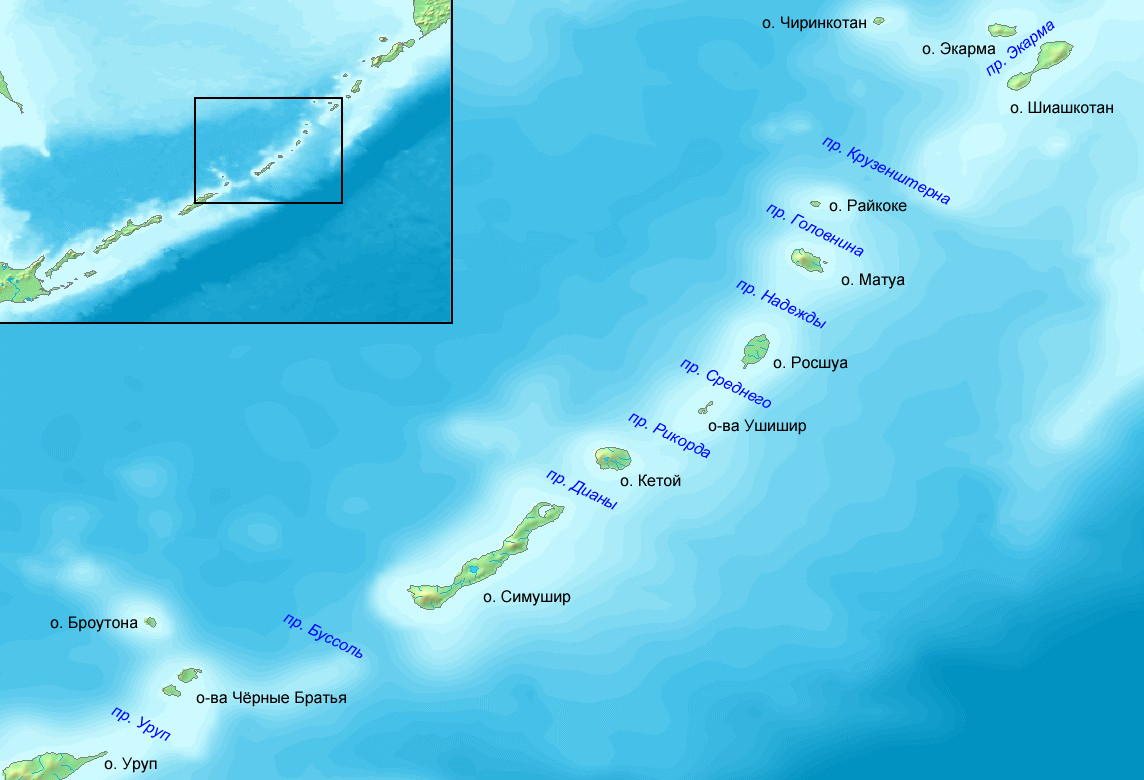
千島群島海峽位置圖

黛安娜海峽（Пролив Дианы）是俄羅斯的海峽，由薩哈林州負責管轄，在計吐夷島和新知島之間，連接鄂霍次克海和太平洋，長約15公里、寬20公里，最大水深超過500米，平均潮汐高度約1米。座標48°23′37″N 153°33′41″E / 48.39361°N 153.56139°E。